# Стремглав (фильм)
«Стремглав» (укр. «Стрімголов» англ. «Falling») — украинский психологический драматический фильм снятый в 2017 году. Полнометражный режиссёрский дебют Марины Степанской. Фильм участвовал в главной конкурсной программе 52-го Международного кинофестиваля в Карловых Варах и национальной конкурсной программе 8-го Одесского международного кинофестиваля.
В августе 2017 года лента приняла участие в отборе на выдвижение фильма от Украины на юбилейную 90-ю кинопремию «Оскар» Американской академии кинематографических искусств и наук в категории «Лучший фильм на иностранном языке».

## Сюжет
События фильма развиваются в современном Киеве, где главные 27-летние «негерои» пытаются сделать непростой выбор в условиях «героического времени».
Антон, музыкант-вундеркинд, не справившийся с возложенными на него ожиданиями, возвращается домой после двух лет обучения в Швейцарии и полугодового лечения от алкогольной зависимости в психоневрологическом диспансере под Киевом. Его дедушка, человек строгих принципов, увозит парня в деревню, далеко от прелестей большого города. Однажды Антон встречает Катю, которая, как и он, пытается обрести свою смысл в жизни. Она вскоре должна поехать в Берлин вместе со своим парнем Иоганном, немецким фотожурналистом, с которым она познакомилась во время событий на Революция достоинства Майдане. Однако её встреча с Антоном приносит новый импульс в её жизнь и глубоко влияет на них обоих…

## В ролях
В фильме снимались:
- Дарья Плахтий — Катя
- Андрей Селецкий — Антон
- Олег Мосийчук[укр.] — дедушка
- Лариса Руснак[укр.] — мама
- Кристиан Борис — Иоганн

## Съёмочная группа
- Автор сценария — Марина Степанская
- Режиссёр-постановщик — Марина Степанская
- Продюсеры — Елена Ершова, Алла Овсянникова, Владимир Филиппов, Андрей Ящишин, Екатерина Лачина
- Исполнительный продюсер — Андрей Суярко
- Оператор — Себастьян Талер
- Композитор — Никита Моисеев
- Монтаж — Борис Петер
- Художник-постановщик — Юлия Балан
- Художник по костюмам — Оксана Мельничук
- Звукорежиссёр — Сергей Степанский
- Подбор актёров — Зінаїда Мамонтова

## Бюджет
Смета ленты составила 10 млн гривен. Лента стала одним из победителей Восьмого конкурсного отбора Государственного агентства Украины по вопросам кино, которое на 100 % проспонсировало весь бюджет фильма.

## Релиз
В апреле 2017 года проект фильма победил на питчинге «Meeting Point — Vilnius» в рамках индустриальной платформы Вильнюсского международного кинофестиваля «Kino PAVASARIS» и получила право показа на Marché du Film]] в Каннах. Соответственно, 22 мая 2017 года лента была представлена на данном фестивалье в 2017 году в рамках программы «Vilnius goes to Cannes» представлена Вильнюсским международным кинофестивалем.
В ограниченный украинский прокат фильм впервые вышел 9 ноября 2017 года. Украинским прокатчиком тогда стала компания «Kinove».
Впоследствии создатели фильма, недовольные результатами первого проката, решили во второй раз выпустить фильм в прокат 15 февраля 2018 года, но на этот раз в сотрудничестве с другим украинским кинодистрибьютором «Жовтень-прокат».

### Скандал вокруг релиза фильма на домашнем видео
В апреле 2018 года режиссер ленты Марина Степанская, обвинила продюсеров ленты, которые продали VOD права на ленту онлайн-кинотеатру Megogo, в том, что они необдуманно продали VOD права на ленту ещё до конца фестивального проката ленты. В частности, Степанская заявила: «Надо в момент, когда международный сейлз-агент ведёт переговоры, быстренько сбросить фильм в пакете за три копейки „Megogo“ и на следующий день он — вуаля, на торрентах. Вместе со всем проданным пакетом. Премьера на большом американском фестивале в мае, прокат в Тайване, и многое другое — под угрозой. Тушить этот пожар бессмысленно, это же торренты».

## Награды и номинации
| Список наград и номинаций                                          | Список наград и номинаций | Список наград и номинаций         | Список наград и номинаций | Список наград и номинаций | Список наград и номинаций |
| Кинопремия                                                         | Дата церемонии            | Категория                         | Номинант(ы)               | Результат                 | Дж                        |
| ------------------------------------------------------------------ | ------------------------- | --------------------------------- | ------------------------- | ------------------------- | ------------------------- |
| 52-й Международный кинофестиваль в Карловых Варах                  | 2017                      | Хрустальный глобус                | Стремглав                 | Номинация                 | [ 4 ]                     |
| 8-го Одесского международного кинофестиваля                        | 2017                      | Приз за лучший украинский фильм   | Стремглав                 | Номинация                 | [ 20 ]                    |
| 28-й Международный кинофестиваль в Стокгольме                      | 2017                      | Бронзовый конь за лучший фильм    | Стремглав                 | Номинация                 | [ 21 ] [ 22 ]             |
| 25-й Международный кинофестиваль «Camerimage»                      | 11—18.11.2017             | Приз за лучший операторский дебют | Стремглав                 | Номинация                 | [ 21 ] [ 23 ]             |
| 22-й Международный фестиваль авторского кино в Рабате (Марокко)    | 4.11.2017                 | Приз за лучшую женскую роль       | Дарья Плахтий             | Победа                    | [ 24 ]                    |
| Кинофестиваль «Premiers Plans d’Angers» (Франция)                  | 2018                      | Приз зрительских симпатий         | Стремглав                 | Победа                    | [ 25 ]                    |
| Премия «Золотая дзига»                                             | 20.04.2018                | Лучший фильм                      | Стремглав                 | Номинация                 | [ 26 ] [ 27 ]             |
| Премия «Золотая дзига»                                             | 20.04.2018                | Лучшей актрисе в главной роли     | Дарья Плахтий             | Победа                    | [ 26 ] [ 27 ]             |
| Премия «Золотая дзига»                                             | 20.04.2018                | Лучшему актёру второго плана      | Олег Мосійчук             | Номинация                 | [ 26 ] [ 27 ]             |
| Премия «Золотая дзига»                                             | 20.04.2018                | Лучшей актрисе второго плана      | Лариса Руснак             | Номинация                 | [ 26 ] [ 27 ]             |
| Премия «Золотая дзига»                                             | 20.04.2018                | Лучшему композитору               | Никита Моисеев            | Победа                    | [ 26 ] [ 27 ]             |
| Премия «Золотая дзига»                                             | 20.04.2018                | Лучшему звукорежиссёру            | Сергей Степанский         | Победа                    | [ 26 ] [ 27 ]             |
| Премия «Золотая дзига»                                             | 20.04.2018                | Лучшему художнику по гриму        | Олена Ходос               | Номинация                 | [ 26 ] [ 27 ]             |
| 5-й фестиваль «Ceau, Cinema! Festival de Buzunar» (Румыния)        | 2018                      | Приз за найкращий дебют           | Стремглав                 | Победа                    | [ 28 ]                    |
| 5-й фестиваль «Ceau, Cinema! Festival de Buzunar» (Румыния)        | 2018                      | Приз зрительских симпатий         | Стремглав                 | Победа                    | [ 28 ]                    |
| Международный кинофестиваль «Шёлковый путь» (Silk Road IFF, Китай) | 2018                      | Приз за лучшую женскую роль       | Дарья Плахтий             | Победа                    | [ 29 ]                    |